# 포뇨드구

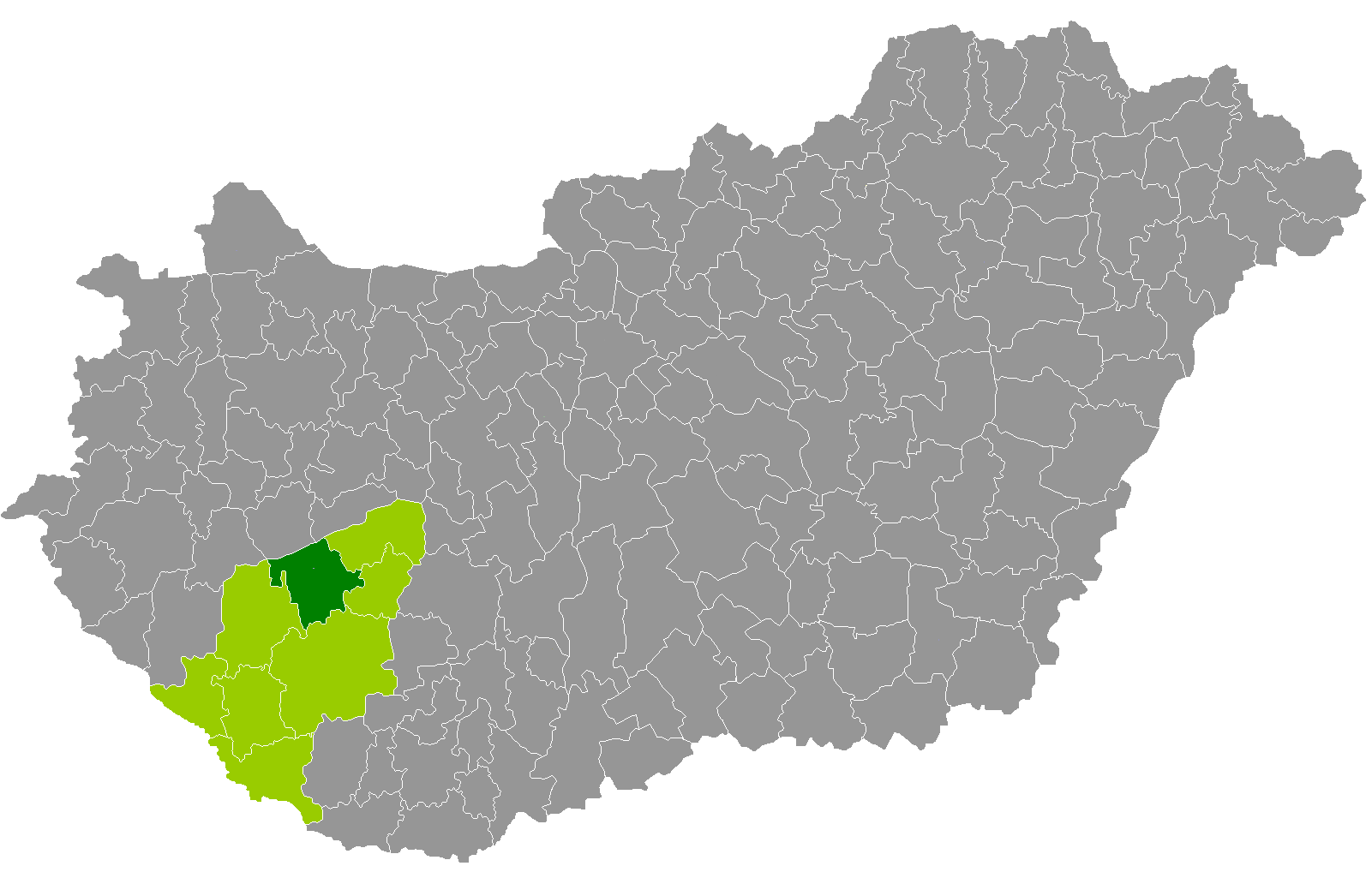
쇼모지주 지도에 표시된 포뇨드구의 위치

포뇨드구(헝가리어: Fonyódi járás)는 헝가리 쇼모지주에 위치한 구로 구청 소재지는 포뇨드이며 면적은 645.44km2, 인구는 33,785명(2011년 기준), 인구 밀도는 52명/km2이다.
북쪽으로는 베스프렘주 터폴처구, 벌러톤퓌레드구, 동쪽으로는 시오포크구, 터브구, 남쪽으로는 커포슈바르구, 서쪽으로는 머르철리구와 접한다. 21개 지방 자치체(4개 시, 17개 마을)를 관할한다.

구 문장